# Gabriel Théodore de Rochon de Lapeyrouse
 (mars 2025).
 (mars 2025).
Gabriel Théodore de Rochon de Lapeyrouse est un général français, né en 1665, mort en 1737.

## Biographie
Il est seigneur de Châteauvieux, une terre située dans le diocèse de Gap qu'il tient de son père.
Il fait ses premières armes au siège de Luxembourg.
Capitaine à dix-huit ans, il assiste à la bataille de Steinkerque et fait, en Italie, les campagnes de 1695 et de 1696. Il prend part à la guerre de Succession d’Espagne, puis est blessé au siège de Cologne. Au Portugal, il est promu colonel du Régiment de Blaisois. Envoyé ensuite en Espagne, il donne de nouvelles preuves de valeur au siège de Cardone et au siège de Barcelone. Il est nommé brigadier en 1717, et assiste à la prise de Fontarabie puis devient commandant de la Navarre.
Au début de la guerre de Pologne, il conduit un corps de 1 500 hommes à Dantzig, que les Russes assiègent, et après avoir opéré sans obstacle le débarquement de ce petit corps de troupes, il s’avance vers Dantzig avec l’ambassadeur Plélo. Il doit cependant se retirer, avec ce qui lui reste de soldats, sur l’île Fahrwasser, où s’est opéré le débarquement. Ayant refusé de se rembarquer pour la France, il reste, avec une poignée de soldats, sans vivres ni espoir de secours, sur une île de sable.
Peu de jours après, l’escadre russe arrive (13 juin 1734), et, après s’être mise en communication avec l’armée russe qui était à terre, ouvre le feu sur l’île. Le 17, la canonnade recommence à terre. Malgré des pertes énormes Lapeyrouse ne se rend pas. C'est seulement le 18 que, sur la proposition des généraux ennemis, il consent à traiter de capitulation. Cependant, il refuse d’accepter des conditions qui ressembleraient à une reddition, et obtient que ses soldats ne seraient pas prisonniers et qu’ils évacueraient leur camp.
Lapeyrouse s’embarque ensuite avec ses soldats sur l’escadre russe qui les transporte à Saint-Pétersbourg, d’où ils reviennent à Dunkerque en mars 1735. Il est promu au grade de lieutenant général et nommé gouverneur de la Flandre.
Sans alliance. Il fait hériter son neveu Joseph Vallier, avocat au parlement, trésorier de France au bureau des finances de Grenoble.

## Source
« Gabriel Théodore de Rochon de Lapeyrouse », dans Pierre Larousse, Grand dictionnaire universel du XIXe siècle, Paris, Administration du grand dictionnaire universel, 15 vol., 1863-1890 [détail des éditions].